# شاتاریز
شاتاریز ( ترکی آذربایجانی: Şatariz) یک منطقهٔ مسکونی در جمهوری آرتساخ است که در استان کاشاتاق واقع شده‌است.